# Лордсберг (Нью-Мексико)
Лордсберг (англ. Lordsburg) — город в штате Нью-Мексико (США). Административный центр округа Хидалго. В 2010 году в городе проживали 2797 человек.
Лордсберг был основан 1880 году. В городе был написан гимн штата.

## Географическое положение
По данным Бюро переписи населения США Лордсберг имеет площадь 21,77 квадратных километров.

## Население
| Год переписи | Нас. |  | %±     |
| ------------ | ---- |  | ------ |
| 1920         | 1325 |  | —      |
| 1930         | 2069 |  | 56,2%  |
| 1940         | 3101 |  | 49,9%  |
| 1950         | 3525 |  | 13,7%  |
| 1960         | 3436 |  | −2,5%  |
| 1970         | 3429 |  | −0,2%  |
| 1980         | 3195 |  | −6,8%  |
| 1990         | 2951 |  | −7,6%  |
| 2000         | 3379 |  | 14,5%  |
| 2010         | 2797 |  | −17,2% |
| 2020         | 2335 |  | −16,5% |

По данным переписи 2010 года население Лордсберга составляло 2797 человек (из них 50,3 % мужчин и 49,7 % женщин), в городе было 1070 домашних хозяйств и 700 семей. Расовый состав: белые — 83,8 %. 77,3 % имеют латиноамериканское происхождение.
Население города по возрастному диапазону по данным переписи 2010 года распределилось следующим образом: 27,4 % — жители младше 18 лет, 4,9 % — между 18 и 21 годами, 51,4 % — от 21 до 65 лет и 16,3 % — в возрасте 65 лет и старше. Средний возраст населения — 37,4 лет. На каждые 100 женщин в Лордсберге приходилось 101,2 мужчин, при этом на 100 совершеннолетних женщин приходилось уже 97,9 мужчин сопоставимого возраста.
Из 1070 домашнего хозяйства 65,4 % представляли собой семьи: 39,8 % совместно проживающих супружеских пар (16,3 % с детьми младше 18 лет); 18,8 % — женщины, проживающие без мужей и 6,8 % — мужчины, проживающие без жён. 34,6 % не имели семьи. В среднем домашнее хозяйство ведут 2,56 человека, а средний размер семьи — 3,21 человека. В одиночестве проживали 29,8 % населения, 13,6 % составляли одинокие пожилые люди (старше 65 лет).

## Экономика
В 2016 году из 2124 человек старше 16 лет имели работу 966. При этом мужчины имели медианный доход в 36 008 долларов США в год против 19 300 долларов среднегодового дохода у женщин. В 2016 году медианный доход на семью оценивался в 38 646 $, на домашнее хозяйство — в 30 236 $. Доход на душу населения — 17 423 $ в год. 26,2 % от всего числа семей в Лордсберге и 30,5 % от всей численности населения находилось на момент переписи за чертой бедности.